# Joan Calabuig
Joan Calabuig (n. 24 mai 1960, Valencia, Comunitatea Valenciană, Spania), este un om politic spaniol, membru al Parlamentului European în perioada 2004-2009 din partea Spaniei.